# ریچل مید
ریچل مید یا Richelle Mead،(متولد ۱۲ نوامبر ۱۹۷۶، در میشیگان) نویسنده‌ای امریکاییست و از جمله آثار او، سریِ فانتزی و خون‌آشامیِ آکادمی خون‌آشام است. کتاب‌های او جزو پر فروش‌ترین کتاب‌های «نیویورک تایمز» و «USA Today» بوده‌اند.
ریچل مید قبل از آنکه به نویسندگی بپردازد، در سه رشتهٔ مختلف تحصیل کرد و به عنوان مربی راهنمایی مشغول به کار بود.
او سرانجام به این نتیجه رسید که راه خود را در نویسندگی ادامه دهد، و معتقد است که تحصیلات، وی را برای این کار آماده کرد.
او همواره از خواندن لذت می‌برد و علاقهٔ خاصی به اساطیر و فولکلور دارد.
یکی از آثار او به نام بی صدایی توسط انتشارات پرتقال در ایران منتشر شده‌است.